# Little Sandy Creek (Big Sandy River)
Der Little Sandy Creek ist ein etwa 132 km langer, linker Nebenfluss des Big Sandy River im Westen des US-Bundesstaates Wyoming.

## Verlauf
Der Little Sandy Creek entspringt an der Südostflanke des East Temple Peak in der südlichen Wind River Range, unmittelbar westlich des Wind River Peak und der kontinentalen Wasserscheide im Sublette County auf einer Höhe rund 3430 m, etwa 35 km südwestlich von Lander, 35 km nordöstlich von Atlantic City und 45 km östlich von Boulder. Der Fluss fließt zunächst nach Süden durch die Bridger Wilderness des Bridger-Teton National Forest, wird vom Continental Divide Trail gekreuzt und durchfließt mehrere Gebirgsseen. Nach Verlassen des Hochgebirges fließt er durch die Hügelkette der Prospect Mountains und erreicht das Green River Basin, durch das er in stark mäandrierendem Verlauf nach Süden fließt. Der Fluss wendet sich bald nach Südwesten, erreicht das Sweetwater County und fließt durch die aride Steppenlandschaft des Wyomingbeckens. Der Little Sandy Creek passiert das Eden Reservoir 1, dessen Wasser dem Fluss über den Eden Canal zugeführt wird, unterquert den Wyoming Highway 28 sowie den U.S. Highway 191 und mündet bei Farson auf einer Höhe von 1998 m in den hier nach Südwesten fließenden Big Sandy River. Besonders im unteren Flussverlauf des Little Sandy Creek zweigen einige Bewässerungskanäle ab.

## Hydrologie
Der Little Sandy Creek ist als Nebenfluss des Big Sandy River Teil des Einzugsgebietes des Green River, der über den Colorado River in den Golf von Kalifornien entwässert. Das Einzugsgebiet des Little Sandy Creek umfasst ein Areal von etwa 1000 km² und grenzt an die Einzugsgebiete von Middle Popo Agie River im Nordosten, Sweetwater River und Red Creek im Osten und Big Sandy River im Westen. Der mittlere Abfluss am Pegel in Eden beträgt 0,54 m³/s, die größten Abflüsse finden sich in den Monaten Mai, Juni und Juli.

## Belege
1. 1 2 3 4 5  Little Sandy Creek. In: Geographic Names Information System. United States Geological Survey, United States Department of the Interior (englisch).
2. ↑  USGS 09214500 LITTLE SANDY CREEK ABOVE EDEN, WY. Abgerufen am 25. Dezember 2024.